# Morne-à-l'Eau
 Morne-à-l'Eau, llamada en criollo Mònalo, es una comuna francesa situada en el departamento de Guadalupe, de la región de Guadalupe. 
El gentilicio francés de sus habitantes es Mornaliens y Mornaliennes.

## Situación
La comuna está situada en el oeste de la isla guadalupana de Grande-Terre.

## Toponimia
El nombre proviene de la presencia de un curso de agua en la colina (morne en francés) de Grippon, que está situada en la comuna.

### Barrios y/o aldeas
Béguette, Berlette, Blanchette, Boisvin, Bosrédon, Belle-Espérance, Blain, Blanchet, Bonne-Terre, Brion, Bubelloy, Chastel, Chaumette, Chazeau, Chevalier, Chouioutte, Clugny, Cocoyer, Croustère, Dubelloy, Dubisquet, Espérance, Geffrier, Gensolin, Jabrun, Jabrun-Saint-Cyr, Labuthie, Lasserre, Le Bourg, Lebraire, Lemesle, Lola, Marchand, Marieulle, Perrin, Pierrefitte, Point-à-Retz, Quirine, Réduit, Rousseau, Richeval, Salette, Sauvia, Vieux-Bourg y Zabeth.

### Demografía
| Gráfica de evolución demográfica de Morne-à-l'Eau entre 1961 y 2012 |
|                                                                     |

Fuente: Insee

### Comunas limítrofes
| Noroeste: Bahía de Gran Cul-de-Sac marino | Norte: Petit-Canal | Noreste: Le Moule |
| Oeste: Bahía de Gran Cul-de-Sac marino    |                    | Este: Le Moule    |
| Suroeste Les Abymes                       | Sur: Les Abymes    | Sureste: Le Moule |

### Ciudades hermanadas
- Neuilly-Plaisance,  Francia
- Abricots,  Haití
- Puerto España,  Trinidad y Tobago
- Kingston,  Jamaica